# Chortinaspis frankliniana
Chortinaspis frankliniana är en insektsart som beskrevs av Ferris 1938. Chortinaspis frankliniana ingår i släktet Chortinaspis och familjen pansarsköldlöss. Inga underarter finns listade i Catalogue of Life.